# Xã Atwater, Quận Portage, Ohio
Xã Atwater (tiếng Anh: Atwater Township) là một xã thuộc quận Portage, tiểu bang Ohio, Hoa Kỳ. Năm 2010, dân số của xã này là 2.740 người.